# Toninho Vaz
Toninho Vaz, nascido Antonio Carlos Martins Vaz (Curitiba, Paraná, 2 de outubro de 1947) é um jornalista, roteirista, escritor e biógrafo brasileiro.

## Carreira
Publicou seus primeiros textos - sobre cinema - como colaborador do suplemento cultural do Diário do Paraná, aos 21 anos.
Primeiro emprego em jornal como repórter e editor: Diário da Tarde, pertencente ao grupo Gazeta do Povo - 1972.
Em 1974, mudou-se para o Rio de Janeiro onde foi repórter da revista IstoÉ e colaborador da Revista de Domingo, do Jornal do Brasil. Publicou artigos e reportagens em diversas revistas nacionais: Fatos & Fotos, Manchete, Pasquim e jornal Nicolau.
Trabalhando em televisão, foi editor de texto do Jornal da Band em 1979 e 1980.
Durante quatorze anos ocupou a função de editor de texto na Rede Globo de Televisão em telejornais e programas semanais (Jornal Nacional, Globo Esporte, Fantástico).
Em Nova Iorque, entre 1995 e 1997, foi produtor e editor da Rede Globo e do SBT.
Trabalhou como editor e produtor na rede norte-americana CBS Television, em Miami, 1998.
De 1998 a 2001 foi editor da Revista Pesca Esportiva e repórter especial da Revista Náutica, em São Paulo.
Em 2006, trabalhou como editor e redator em várias publicações da Fundação Darcy Ribeiro, incluindo o jornal Confronto e as mídias eletrônicas (DVDs).
É autor das biografias de Paulo Leminski, Torquato Neto, Darcy Ribeiro, Santa Edwiges e Luiz Severiano Ribeiro.
Trabalhou como repórter free lancer do site de jornalismo NoMinimo.com, em 2006.
Publicou em 2011, depois de três anos de pesquisa, o livro Solar da Fossa, um território de liberdade, impertinências, idéias e ousadias (Casa da Palavra), com prefácio de Ruy Castro.
Em 2014, publica A Biografia de Torquato Neto (ed. Nossa Cultura), 2a. edição.
Em 2017, publica O Fabuloso Zé Rodrix, editora Olhares. Biografia do músico autor do clássico Casa no campo, em parceria com Tavito. Zé Rodrix, um multi artista, talentoso escritor e premiado publicitário. 
Publica em 2020, Meu nome é ébano - a vida e a obra de Luiz Melodia, pela editora Tordesilhas (SP). O lançamento oficial, em tempo de pandemia, aconteceu de forma remota no dia 04 de agosto, pela livraria da Travessa, quando completava três anos de falecimento do poeta do Estácio.  306 páginas. 

## Obras
- Paulo Leminski, o bandido que sabia latim - (Ed. Record) 2001
- Pra mim chega, a biografia de Torquato Neto– (Ed. Casa Amarela) 2004
- Darcy Ribeiro – Nomes que honram o Senado – (Ed. Senado) 2005
- Santa Edwiges, a santa libertária – (Ed. Objetiva) 2005
- 90 Anos de Cinema - A historia do Grupo Severiano Ribeiro - (Ed. Record) 2007
- O Rei do Cinema, a extraordinária história de Luiz Severiano Ribeiro - (Ed. Record) 2007
- "Solar da fossa" - [editora Casa da Palavra] 2011
- O fabuloso Zé Rodrix - editora Olhares - 2017
- Meu nome é ébano, a vida e a obra de Luiz Melodia - editora Tordesilhas

## Participações e antologias
- A linha que nunca termina – pensando Paulo Leminski (2004)
- Parem as máquinas – contos (2006)
- Poesia do Brasil - volume 15 - Proyecto Cultural Sur/Brasil - Bento Gonçalves-RS
- Poesia do Brasil - volume 19 - Proyecto Cultural Sur/Brasil - Bento Gonçalves-RS